# Szarata
Szarata (románul: Sărata) falu Romániában, Erdélyben, Szeben megyében.

## Nevének eredete
Neve a román sărata 'sós' szóból származik és sófeltörésre utal. Először 1582-ben, Zaratha alakban említik.

## Fekvése
Nagyszebentől 36 kilométerre kelet–délkeletre, Fogarastól 41 kilométerre nyugat–délnyugatra, a Fogarasi-havasok tövében fekszik.

## Népessége

### A népességszám változása
Népessége 1910 előtt nagyjából állandó volt, azóta folyamatosan csökkent, 1006 főről 2002-ig 400 főre.

### Etnikai és vallási megoszlás
- 1850-ben 1042 lakosából 1030 volt román és 12 cigány nemzetiségű; 891 ortodox és 151 görögkatolikus vallású.
- 2002-ben 400 lakosából 386 volt román és 12 magyar nemzetiségű; 394 ortodox vallású.

## Története
A 16. században keletkezett Fogarasföldi román falu volt. 1632-ben 51, 1722-ben 320 jobbágycsalád lakta. 1648 és 76 között kisebb üveges műhely működött benne egy mesterrel és egy-két hamuégetővel. 1876-ban Fogaras vármegyéhez csatolták.

## Látnivalók
- Az Urunk születése ortodox templom 1800 és 1806 között, a birtokos Brukenthal család költségén épült. Mind a hajó, mind a pronaosz csegellyel fedett. Belsejét a szászházi Grecu festőcsalád egyik tagjának nem sokkal az építést követően készült falfestményei borítják.[3]

## Képek

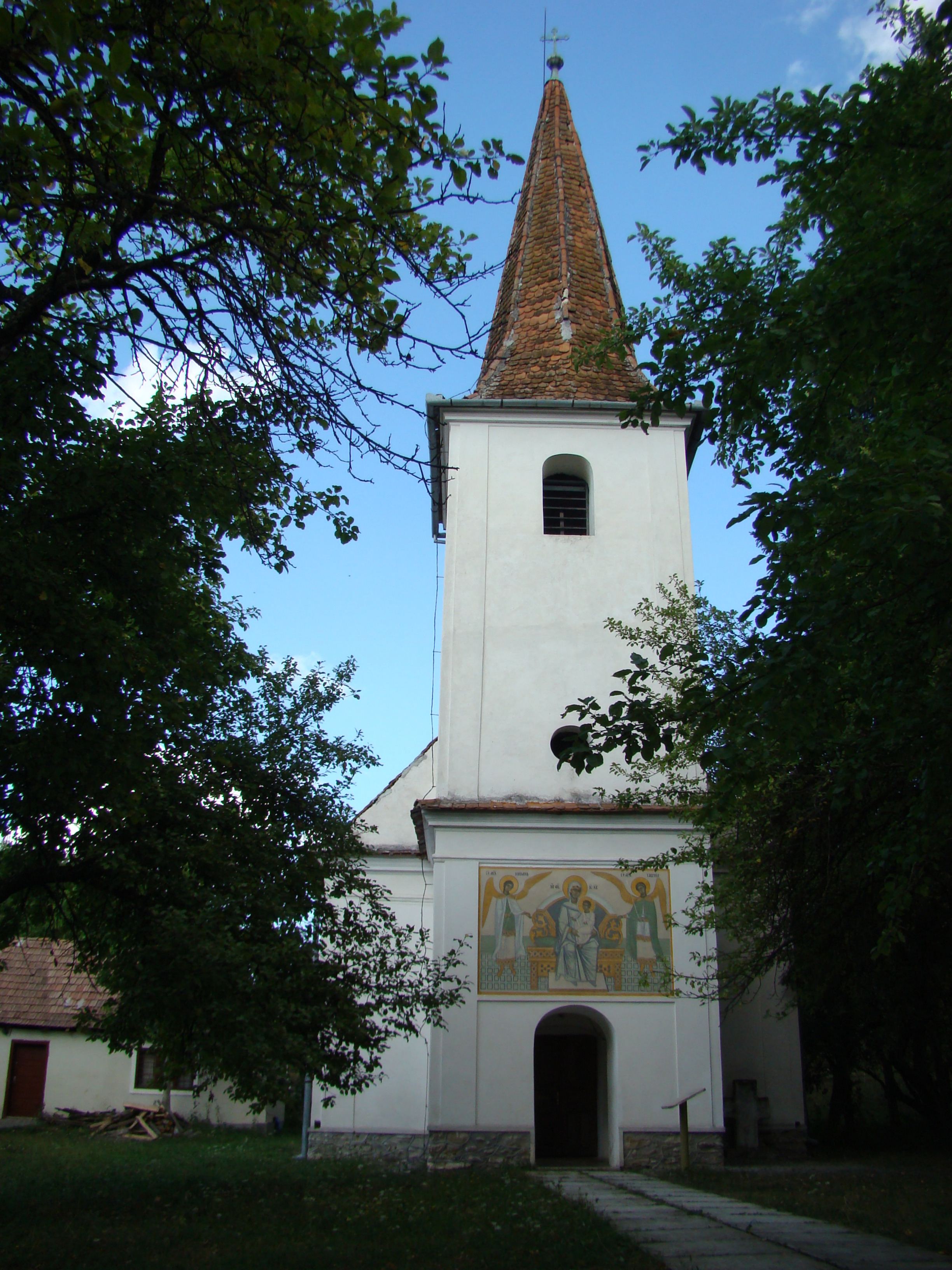
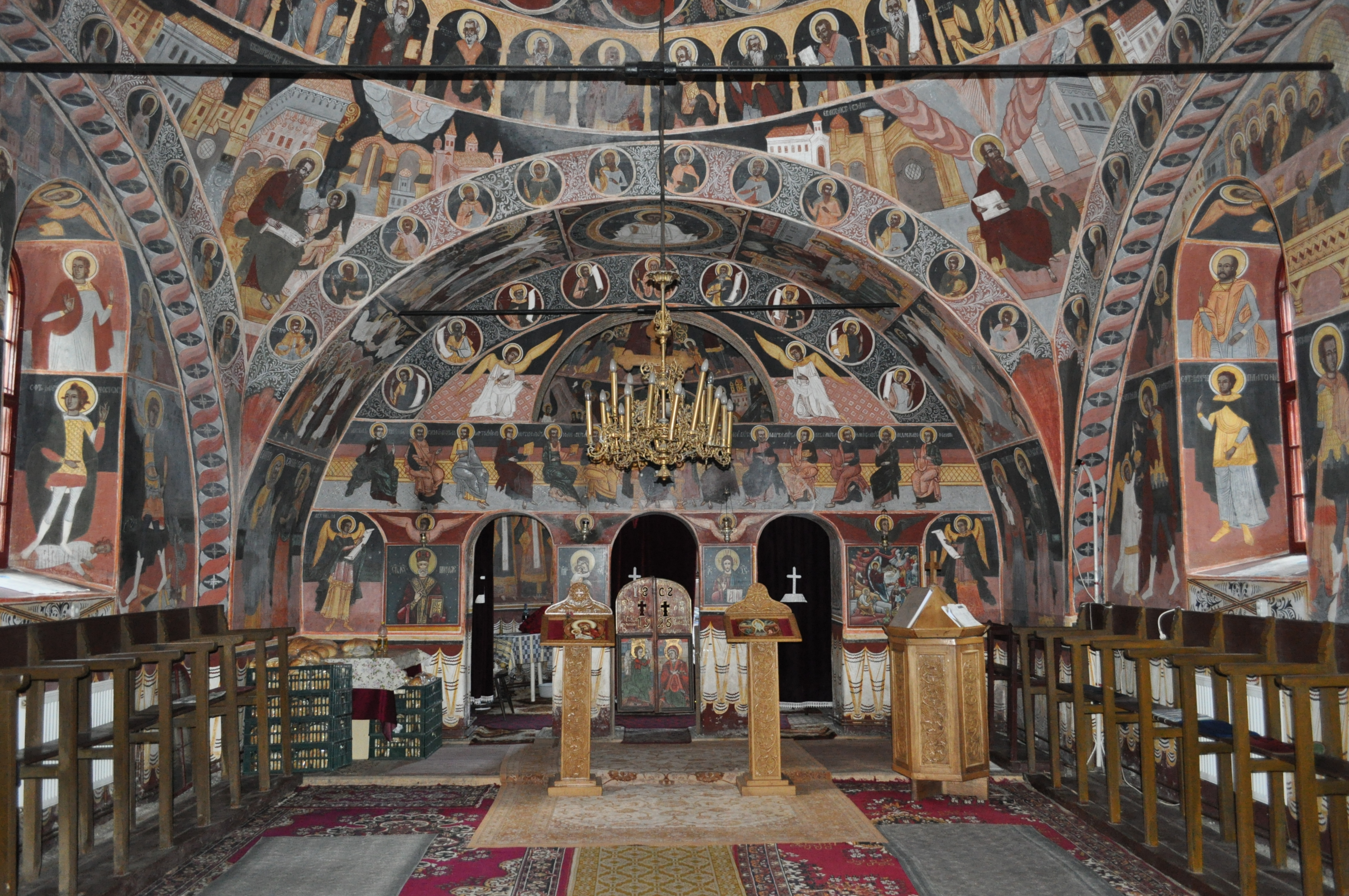
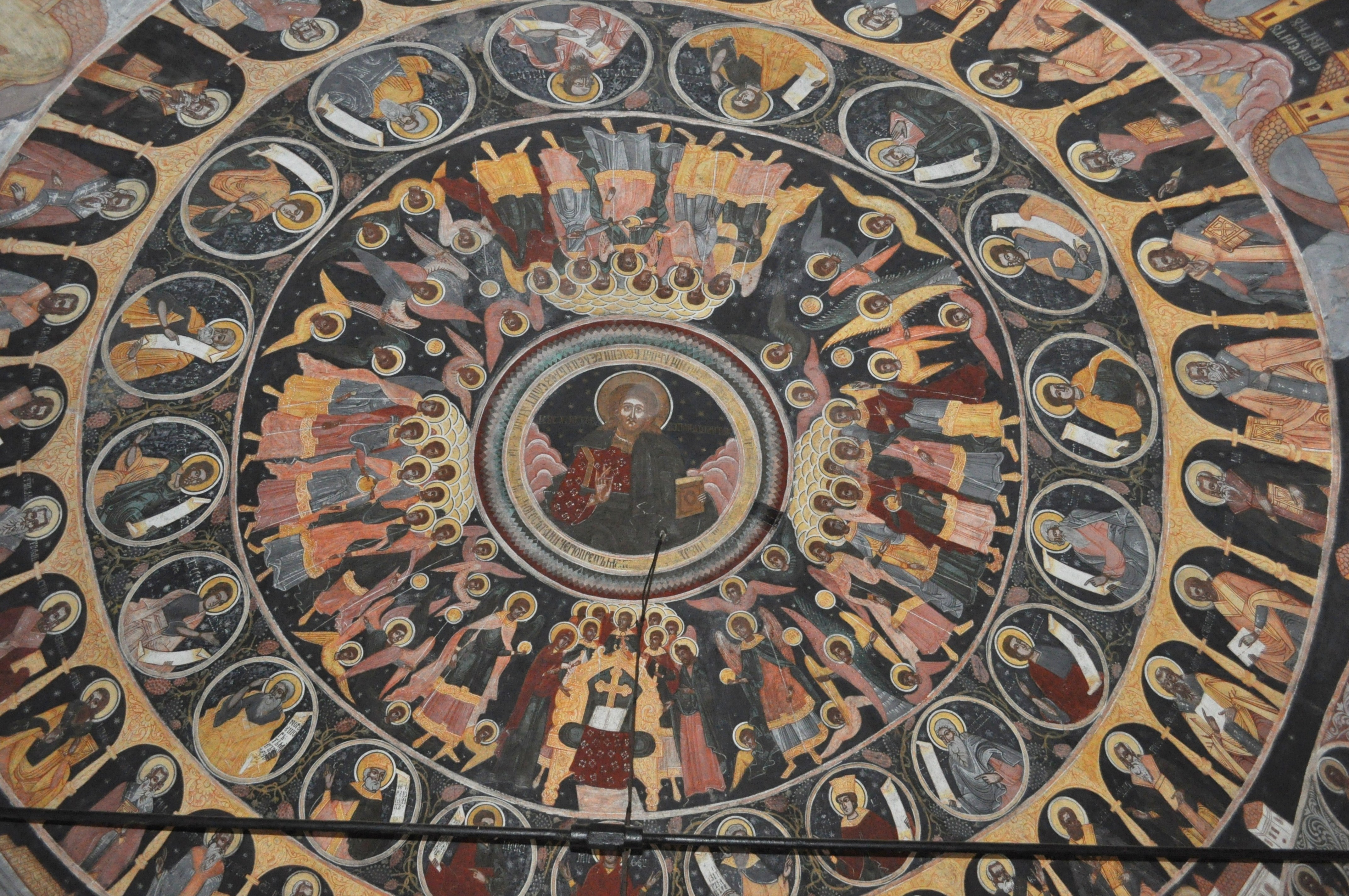
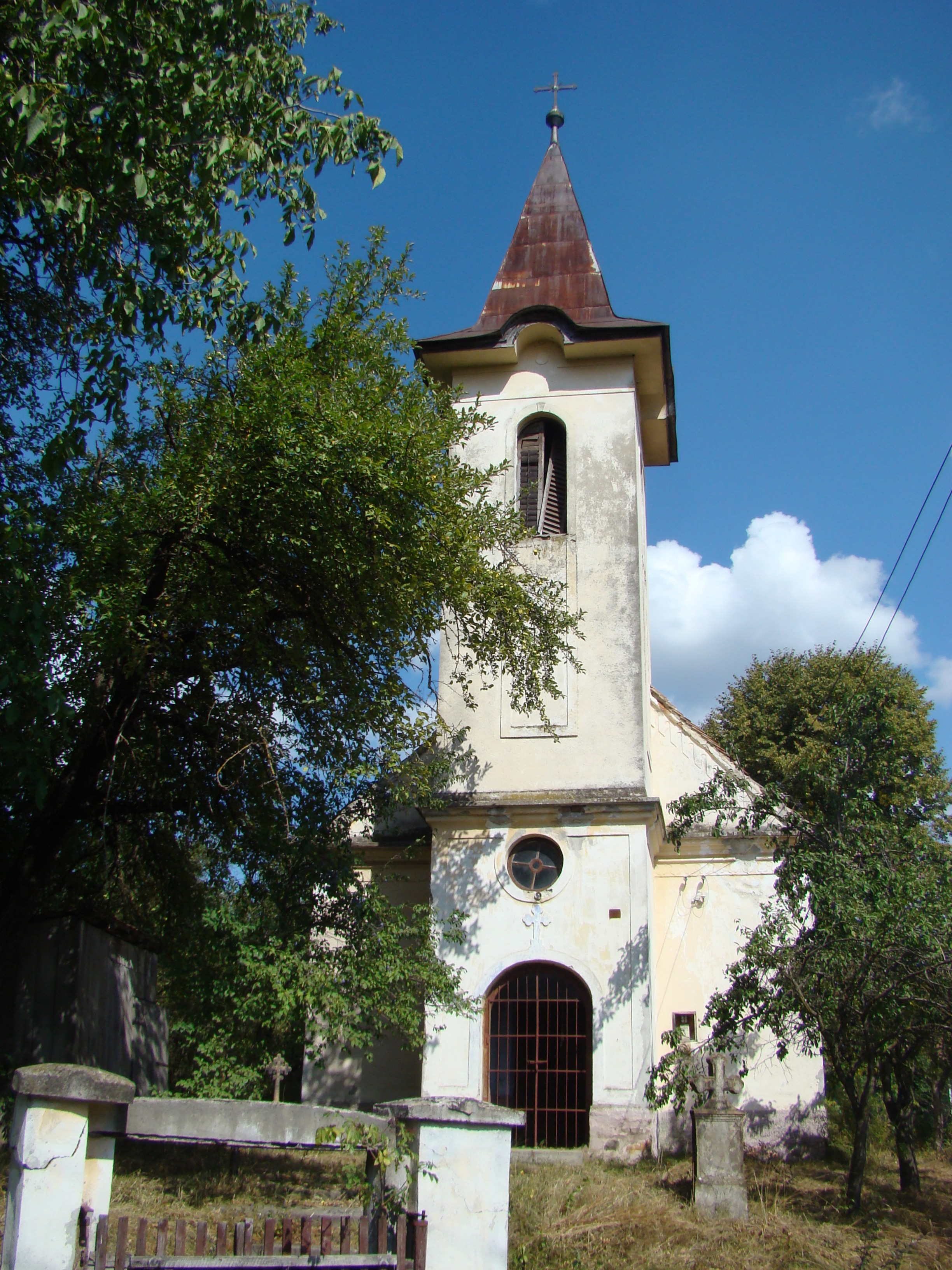
A Krisztus urunk keresztelése ortodox (volt görögkatolikus) templom